# Pauline Marois
Pauline Marois (Ciudad de Quebec, 29 de marzo de 1949) es una expolítica canadiense, exlíder del Partido Quebequés (PQ) y ex primera ministra de Quebec. Antes fue ministra en los gobiernos del PQ. Marois representaba el distrito de Charlevoix en la Asamblea Nacional de Quebec desde 2007 a 2014.
El 4 de septiembre de 2012 pasó a ser la primera mujer en ocupar el cargo de primera ministra en la historia de Quebec, tras obtener la victoria en las elecciones provinciales.

## Biografía

### Primeros años
Marois nació en el Hospital San Francisco de Asís (del francés: Hôpital Saint-François d'Assise), en Limoilou, un barrio de clase obrera de la Ciudad de Quebec. Hija de Marie-Paule (de soltera Gingras) y Grégoire Marois, un mecánico de maquinaria pesada, es la mayor de cinco hermanos. Se crio en una pequeña casa de ladrillo de dos pisos construida por su padre en Saint-Étienne-de-Lauzon, un pueblo ahora fusionado con la ciudad de Lévis, frente a la capital provincial en la orilla sur del río San Lorenzo.
Según Marois, sus padres eran nacionalistas y católicos devotos, pero se mantuvieron bastante alejados en lo que políticamente se refiere. Los esfuerzos de su madre por hacer que la familia rezase el Santo Rosario por la noche generalmente duraban dos o tres días. Marois recuerda que su padre simpatizaba con las ideas del Crédito Social y el Partido Unión Nacional, se mantenía al día con las noticias e incluso compró una televisión para la familia en la década de 1950.
Durante su juventud, Marois recuerda en su autobiografía, publicada en 2008, que sus padres tenían "profundas intuiciones", y aunque su padre se arrepintió de su propia falta de estatus y la educación, argumentó que estaba dispuesto a sacrificarse a fin de obtener una buena educación para sus hijos. Sus tres hermanos, Denis, Robert y Marc, y su hermana, Jeannine, más adelante serían todos graduados con un título universitario.

### Trayectoria política

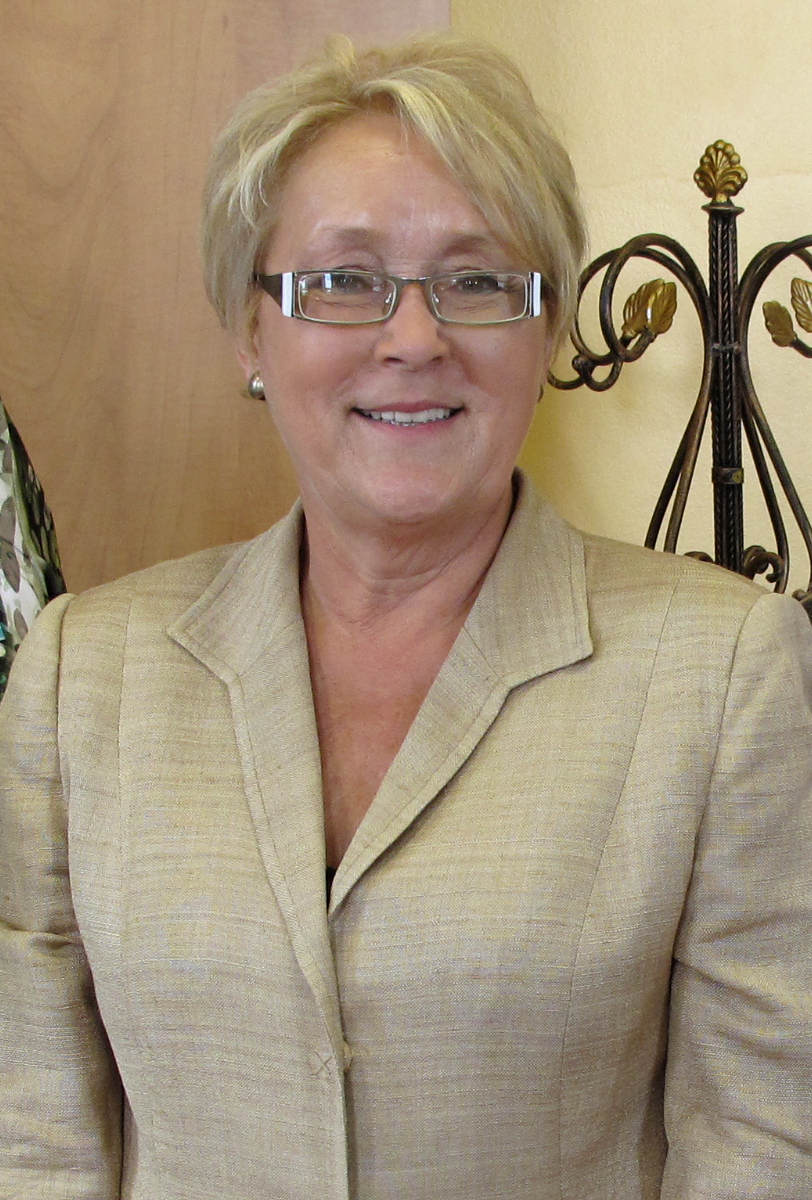
Foto de Pauline Marois tomada el 30 de agosto de 2011.

Cuando era ministra de Familia e Infancia, creó la red de los Centres de la petite enfance (o CPE), guarderías a precio módico (5 dólares por día, elevado a 7 dólares por el gobierno de Jean Charest). Marois se convirtió en lideresa del PQ durante el asunto de los "acomodamientos razonables" en Quebec y después de la derrota electoral del PQ de 2007.
Sus prioridades incluyen un renuevo de la socialdemocracia y una insistencia sobre el "proyecto de país" por Quebec (independencia), y no sobre el referéndum. Marois también quiere rehabilitar el nacionalismo cultural (e inclusivo), o el "Nosotros Quebequeses". Aconsejada por varias personas como el sociólogo Jacques Beauchemin y el politólogo y director ejecutivo del CÉRIUM Jean-François Lisée, Marois presentó en octubre de 2007 los proyectos de ley 195 y 196 para la creación de una constitución y una ciudadanía quebequeses.
En las elecciones generales de Quebec de 2012, el partido independentista; Partido Quebequés, liderado por Pauline Marois ganó la mayoría de los asientos de la Asamblea Nacional de Quebec y planteó la posibilidad de convocar a un nuevo referendo por la independencia al expresar su deseo de que Quebec se convirtiese en un país independiente y su convicción que eso sucediera: "Queremos un país. Y lo tendremos".

## Ocaso político
Después de 19 meses al mando de Quebec, Marois anunció que habría elecciones nuevamente para renovar los 125 escaños en la Asamblea Nacional. Estas elecciones se vieron como probable preludio a un referendo sobre la causa independentista. En este escenario, si ganase el PQ sería probable que el partido y el gobierno tendrían apoyo para montar e impulsar una campaña por la independencia. 
El PLQ ganó las elecciones quebequesas de 2014, lo cual hizo que Philippe Couillard fuese el nuevo primer ministro de Quebec. Por el contrario, Marois dimitió al cargo de primera ministra y renunció también a la jefatura del PQ, manifestando su retiro inminente de la vida política por causa de los horrendos resultados electorales. El PQ había experimentado uno de los peores resultados políticos de su historia, el peor desde su fundación. Estas elecciones conllevaron a la disminución del poder e influencia del movimiento independentista en la región, poder que disminuyó aún más en las elecciones legislativas de 2018. 
| Predecesor: André Boisclair | Líder del Parti Québécois 2007 - 2014 | Sucesor: Stéphane Bédard |